# Radio Ostfriesland
Radio Ostfriesland est une radio associative allemande du Land de Basse-Saxe.

## Histoire
Parmi 15 autres projets de radio régionale depuis 1996, qui eurent cinq ans pour faire leurs preuves pour l'obtention d'une licence, Radio Ostfriesland l'a après deux ans. Elle a une licence définitive pour une durée de sept ans en 2002. Elle est renouvelée pour cinq ans le 31 mars 2014.

## Programme
Il existe des programmes produits en haut allemand et en bas saxon de Frise orientale.
Les informations régionales sont produites par NDR Info.
La radio dispose de studios à Emden, Aurich et Leer.

### Source de la traduction
- (de) Cet article est partiellement ou en totalité issu de l’article de Wikipédia en allemand intitulé « Radio Ostfriesland » (voir la liste des auteurs).